# Női 200 méteres síkfutás a 2013. évi nyári európai ifjúsági olimpiai fesztiválon
A 2013. évi nyári európai ifjúsági olimpiai fesztiválon az atlétikai versenyszámok közül a női 200 méteres síkfutást július 17.-én és július 19.-én rendezték Utrechtben.

## Selejtező
| H  | F | Név                    | Nemzet           | E     | Mj  |
| -- | - | ---------------------- | ---------------- | ----- | --- |
| 1  | 1 | Ferenczi Melinda       | Magyarország     | 24.46 | Q   |
| 2  | 1 | Roseanna McGuckian     | Írország         | 24.52 | Q   |
| 3  | 3 | Manon Depuydt          | Belgium          | 24.60 | Q   |
| 4  | 2 | Tasa Jiya              | Hollandia        | 24.74 | Q   |
| 5  | 3 | Katerina Vavrova       | Csehország       | 24.81 | Q   |
| 6  | 2 | Alessia Niotta         | Olaszország      | 24.85 | Q   |
| 7  | 1 | Fanny Peltier          | Franciaország    | 24.88 | q   |
| 8  | 2 | Ane Petrirena Insausti | Spanyolország    | 24.92 | q   |
| 9  | 1 | Ina Huemer             | Ausztria         | 25.16 |     |
| 10 | 2 | Anna Rebekka Lueber    | Svájc            | 25.46 |     |
| 11 | 3 | Valerija Bogdanova     | Lettország       | 25.47 |     |
| 12 | 3 | Krystsina Muliarchyk   | Fehéroroszország | 25.74 |     |
| 13 | 2 | Simona Galnaityte      | Litvánia         | 25.88 |     |
| 14 | 3 | Gabriela Georgieva     | Bulgária         | 26.59 |     |
| 15 | 2 | Urska Dobersek         | Szlovénia        | 25.96 |     |
| 16 | 1 | Natália Ostrožlíková   | Szlovákia        | 25.98 |     |
| 17 | 2 | Irma Gunnarsdottir     | Izland           | 26.03 |     |
| 18 | 1 | Diana Vaisman          | Izrael           | 26.49 |     |
| 19 | 3 | Marianna Baghyan       | Örményország     | 26.81 |     |
| 20 | 1 | Eneda Deliu            | Albánia          | 26.82 |     |
| 21 | 2 | Narmina Mammadova      | Azerbajdzsán     | 28.84 |     |
| 22 | 3 | Maryna Piriyeva        | Ukrajna          | 29.77 |     |
| -  | 1 | Tamara Damjanovic      | Szerbia          | -     | DQ  |
| -  | 3 | Ioana Teodora Gheorghe | Románia          | -     | DNS |

## Döntő
| H     | Név                    | Nemzet        | E     | Mj |
| ----- | ---------------------- | ------------- | ----- | -- |
| Arany | Tasa Jiya              | Hollandia     | 24.10 |    |
| Ezüst | Ferenczi Melinda       | Magyarország  | 24.11 |    |
| Bronz | Roseanna McGuckian     | Írország      | 24.42 |    |
| 4.    | Katerina Vavrova       | Csehország    | 24.55 |    |
| 5.    | Manon Depuydt          | Belgium       | 24.56 |    |
| 6.    | Alessia Niotta         | Olaszország   | 24.66 |    |
| 7.    | Ane Petrirena Insausti | Spanyolország | 24.72 |    |
| 8.    | Fanny Peltier          | Franciaország | 24.86 |    |